# Acura SLX
Acura SLX – samochód sportowo-użytkowy produkowany przez koncern Honda Motor Corporation pod marką Acura w latach 1996 - 1999. Była to nieco zmodyfikowana wersja samochodu Isuzu Trooper. Wypuszczona została na rynek USA w tym samym czasie co Lexus LX. W 1998 roku przeprowadzono facelifting. SLX został zastąpiony w 2001 przez oparty na Hondzie Odyssey model Acura MDX.
Sprzedaż SLX utrzymywała się na niskim poziomie, została zakończona w 1999 roku. Jako przyczynę niepowodzenia podaje się ocenę wersji z lat 1996 - 1997 przez magazyn Consumer Reports, wystawiono wówczas notę "Not Acceptable".
SLX z lat 1996 - 1997 napędzany był przez widlasty sześciocylindrowy silnik benzynowy o pojemności 3,2 litra, który generował moc 192 KM (142 kW). W 1998 roku zastąpiono go 3,5-litrowym silnikiem V6 DOHC o mocy 218 KM (160 kW).